# Garveia clevelandensis
Garveia clevelandensis är en nässeldjursart som beskrevs av Pennycuik 1959. Garveia clevelandensis ingår i släktet Garveia och familjen Bougainvilliidae. Inga underarter finns listade i Catalogue of Life.